# 쿠반강

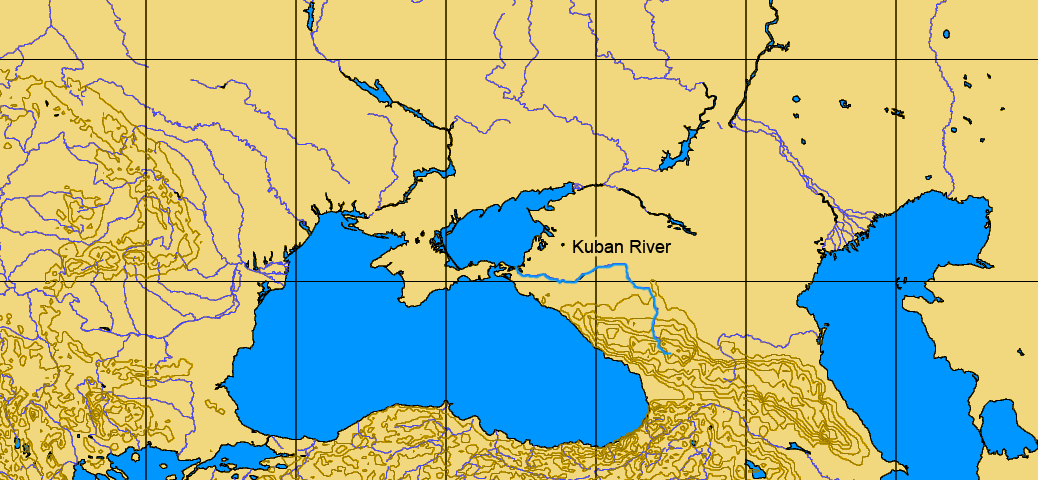
쿠반강의 지도

쿠반강(러시아어: Куба́нь, 아디게어: Пшыз, 체르케스어: Псыжь, 아바자어: Къвбина)은 러시아 북카프카스를 흐르는 강이다. 러시아 카라차예보체르케스카야 공화국, 스타브로폴 지방, 아디게야 공화국을 흐른다.
캅카스산맥의 엘브루스산의 근처에서 발원을 한다. 북쪽으로 흐르고 나서 서쪽으로 방향을 틀어서 아조프해로 흘러 들어간다. 강의 거의 대부분은 항행이 가능하다.
쿠반강에 접한 도시는 크라스노다르, 체르케스크, 네빈노미스크, 아르마비르, 템류크이다.